# 트레이드코리아

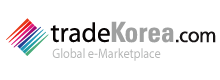
트레이드코리아 로고

트레이드코리아는 대한민국 대표 B2B 온라인 거래알선 사이트로 한국기업과 해외기업 간 거래제안서를 주고받는 사이트이다. 민간 경제 단체인 한국무역협회는 중소기업의 온라인 해외마케팅을 지원하고 전자무역 인프라 확충을 위해 트레이드코리아(tradeKorea)를 열었다. 바이어와 셀러 간 거래제안서를 주고 받는 영문 및 중문 페이지와 한국기업 전용 온라인 해외마케팅 국문 페이지로 구성돼 있다.

## 역사
트레이드코리아는 한국무역협회에서 2008년 4월 오픈했다. 국내 중소 무역업체의 해외 마케팅 활동을 밀착 지원하고 온라인 상에서 해외 기업과의 거래를 활성화하기 위해 글로벌 e-Market Place를 만들었다.

## 사이트 주요 기능
트레이드코리아에 무역 거래를 희망하는 품목을 올리고, 관심있는 사람을 해당 판매자에게 거래알선 제의서를 보낸다. 판매자가 원하면 소량 샘플은 트레이드코리아에서 판매할 수 있다. 또한 매달 새로운 글로벌 유통 기업과 상담할 수 있는 ‘빅바이어 상시거래알선’을 운영하고 영문 홈페이지 제작 지원, 환율 수수료 우대 할인 서비스, 해외 비즈니스 매칭 서비스를 제공하고 있다.

## 같이 보기
- 한국무역협회
- B2B
- 전자상거래